# Tistrup Sogn

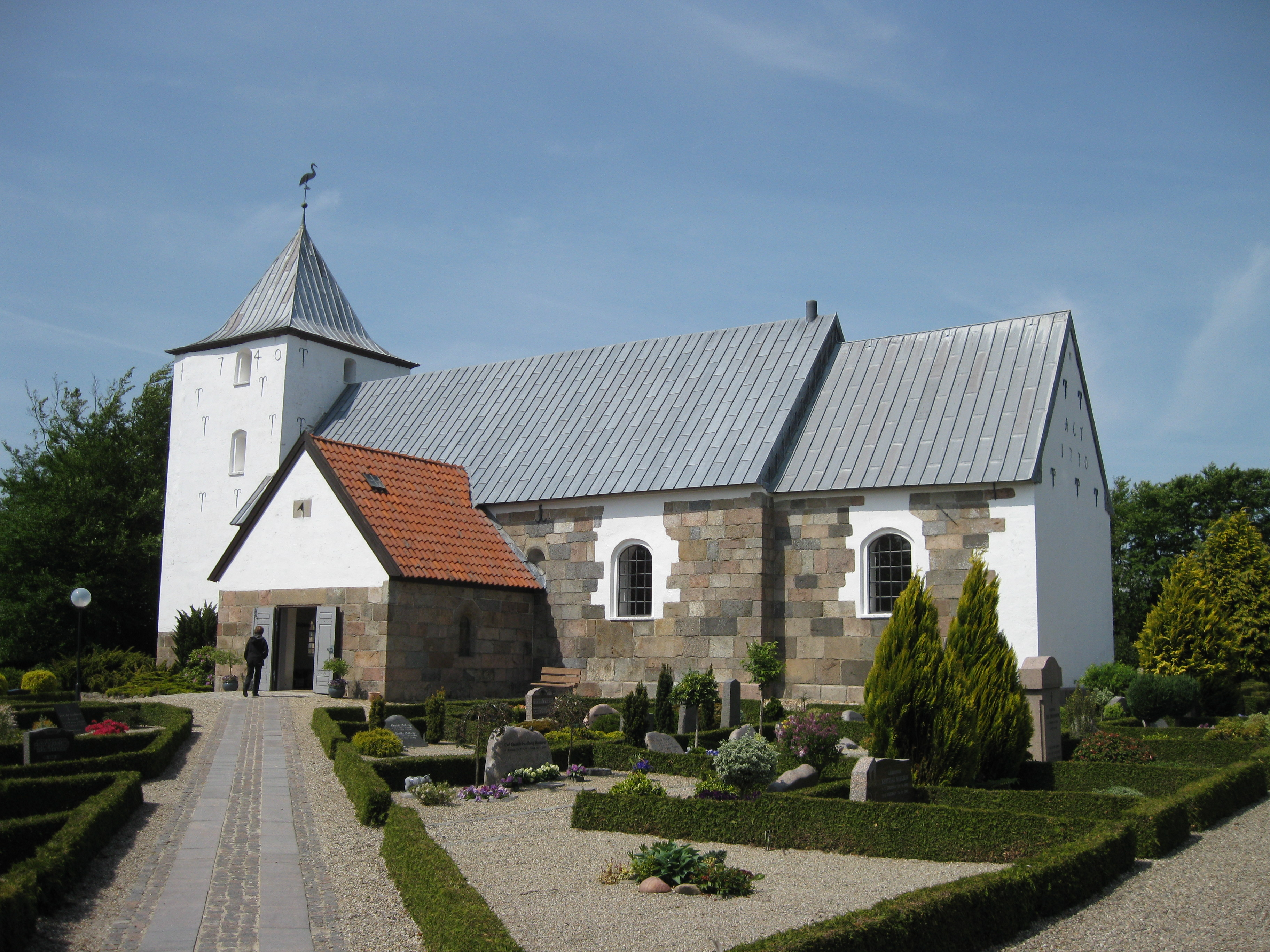
Tistrup Kirke

Tistrup Sogn ist eine Kirchspielsgemeinde (dän.: Sogn) im südlichen Dänemark. Bis 1970 gehörte sie zur Harde Øster Horne Herred im damaligen Ribe Amt, danach zur Ølgod Kommune im erweiterten Ribe Amt, die im Zuge der  Kommunalreform zum 1. Januar 2007 in der „neuen“  Varde Kommune in der Region Syddanmark aufgegangen ist.
Im Kirchspiel leben 2142 Einwohner, davon 1443 im Kirchdorf (Stand:1. Januar 2023). Im Kirchspiel liegt die Kirche „Tistrup Kirke“.
Nachbargemeinden sind im Norden Ølgod Sogn, im Osten Skovlund Sogn, im Südosten Hodde Sogn, im Südwesten Thorstrup Sogn und im Westen Horne Sogn.